# High Hopes
High Hopes 是英國搖滾樂隊平克·佛洛伊德的一首歌曲，由吉他手大衛·吉爾摩作曲，吉爾摩與波莉·桑森共同填詞。這首歌是樂隊第十四張錄音室專輯《藩籬之鐘》的結尾曲，並於1994年10月17日作為專輯的第二支單曲發行。吉爾摩的朋友道格拉斯·亞當斯從這首歌的一段歌詞中選擇了《The Division Bell》作為專輯的名稱。

## 音樂
這首歌大部分是以C小調創作，並且整首歌中都伴隨著一個敲響「C」音的教堂鐘聲，除了中間有一段短暫轉調至E小調的吉他獨奏部分。
歌詞回顧了樂隊在劍橋的早期日子，特別是在他們開始創作音樂之前。音樂錄影帶提到了前樂隊成員席德·巴雷特。歌詞表達了人們在人生中所得到與失去的事物，從吉爾摩的自傳角度來寫。
歌曲的最後一句（"The endless river/Forever and ever"）啟發了他們最後一張錄音室專輯《The Endless River》（2014年）的名稱。歌曲結束後，鐘聲逐漸消失，隨之而來的是一段隱藏曲，內容是一段樂隊經理史蒂夫·奧羅克（Steve O'Rourke）與吉爾摩的兒子查理之間的簡短電話通話。這段通話結束了《藩籬之鐘》專輯。